# Friend-to-friend
Friend-to-friend (F2F), prieten-la-prieten, sunt rețele anonime peer-to-peer (P2P) în care pot comunica doar utilizatorii care se cunosc între ei. F2F sunt rețele de tip darknet și pun un accent mare pe intimitate și anonimat, comunicația între utilizatori se face după ce aceștia au schimbat anumite informații. Software-ul folosit face uz de semnături digitale sau criptografie cu cheie publică pentru autentificare, validarea datelor, autorizare.
Termenul friend-to-friend a fost introdus de Dan Bricklin în anul 2000.
Exemple rețele F2F sunt: Freenet, Turtle F2F,  Ants P2P,  GNUnet, MUTE.
Retroshare, GNUnet, Freenet, OneSwarm, StealthNet sunt aplicații software cu care se poate configura o rețea F2F.